# Кривинюк Михайло Михайлович
Михайло Михайлович Кривинюк (5 (18) грудня 1905, Прага — 7 травня 1993, Єкатеринбург, РФ) — інженер, старший син Ольги Косач-Кривинюк та Михайла Кривинюка, небіж Лесі Українки, онук Олени Пчілки.

## Життєпис
Народився 5 (18) грудня 1905 року в Празі в родині Ольги Косач-Кривинюк та Михайла Кривинюка, на той час батько через заборону навчання в Російській імперії навчався на інженерного механіка в Празькій політехніці.
Від початку 1906 року разом з матір'ю мешкає в Україні, у Києві та на Волині, від 1910 року — у Лоцманській Кам'янці біля Катеринослава. Освіту здобував у Катеринославському комерційному училищі.
1921 року родина Кривинюків втікає від більшовиків до Могилева-Подільського, де не було такого голоду, як на Катеринославщині, і де мешкали тітка Ізидора Косач-Борисова з родиною та бабуся Олена Пчілка.
З 1924 р. родина переїздить до Києва, де Михайло вступає до Київського політехнічного інституту та мешкає по вул. Овруцька, 16 (нині 6). Приятелює з Василем та Борисом Матушевськими, Іваном Хоменком, Михайлом Калиновським, Михайлом Крижанівським.
З 1930-х років живе у Свердловську та працює старшим інженером Уральського проєктного відділення Союзтранспортпроєкту.
У роки Другої світової війни у червні 1941 року до Михайла приїздить батько, який залишається жити в родині сина та трагічно помирає 1 вересня 1944 року. Також під час евакуації з Білорусі, тікаючи від ворожих обстрілів з розбомбленого потяга 1941 року, приїздить двоюрідна сестра Євгенія Косач-Мільська, яка пробуде у братовій родині до закінчення війни. Друга світова відрізала Михайла лінією фронту від матері та свого молодшого брата Василя, мати згодом загинула в таборі для переміщених осіб Ді-Пі 11 листопада 1945 року в німецькому Авґсбурзі, так і не побачившись більше з сином.
Помер Михайло Кривинюк (молодший) 7 травня 1993 року, похований у Єкатеринбурзі.
У Єкатеринбурзі залишився нащадок — син Василь Михайлович Кривинюк.